# Sports de glisse adaptés Canada
Sports et glisse adaptés Canada (SGAC), mieux connu sous le nom anglophone de Canadian Adaptive Snowsports (CADS), est un organisme sans but lucratif, bénévole dédié à l'assistance des personnes handicapées dans la pratique récréative et compétitive du ski alpin, du ski alpin handisport et du snowboard. SGAC est un organisme de niveau national qui regroupe onze divisions, notamment une pour chaque province et une supplémentaire pour la région de la capitale nationale. En 2006, SGAC comptait plus de 3000 membres bénévoles dans ses rangs.

## Formation
Les skieurs désireux de poursuivre une formation dans l'enseignement des sports de glisse adaptés sont encouragés de suivre avant tout une formation de base en enseignement du ski alpin ou du snowboard, comme celles offertes par l'Alliance des moniteurs de ski du Canada ou l'Association canadienne des moniteurs de surf des neiges. Le programme de formation de SGAC peut ensuite complémenter cette formation initiale. 
Tous les types de skieurs, qu'ils soient en ski alpin ordinaire ou adapté, sont les bienvenus dans les formations de SGAC.